# Mareuil-sur-Arnon
Mareuil-sur-Arnon és un municipi francès, situat al departament de Cher i a la regió de Centre – Vall del Loira. L'any 2007 tenia 591 habitants.

## Demografia

### Població
El 2007 la població de fet de Mareuil-sur-Arnon era de 591 persones. Hi havia 289 famílies, de les quals 113 eren unipersonals (42 homes vivint sols i 71 dones vivint soles), 92 parelles sense fills, 63 parelles amb fills i 21 famílies monoparentals amb fills.
La població ha evolucionat segons el següent gràfic:
Habitants censats

### Habitatges
El 2007 hi havia 442 habitatges, 289 eren l'habitatge principal de la família, 78 eren segones residències i 75 estaven desocupats. 427 eren cases i 13 eren apartaments. Dels 289 habitatges principals, 219 estaven ocupats pels seus propietaris, 57 estaven llogats i ocupats pels llogaters i 13 estaven cedits a títol gratuït; 5 tenien una cambra, 40 en tenien dues, 60 en tenien tres, 84 en tenien quatre i 101 en tenien cinc o més. 184 habitatges disposaven pel capbaix d'una plaça de pàrquing. A 131 habitatges hi havia un automòbil i a 114 n'hi havia dos o més.

### Piràmide de població
La piràmide de població per edats i sexe el 2009 era:
| Homes | Edats   | Dones |
| ----- | ------- | ----- |
| 4     | 95 o +  | 0     |
| 0     | 90 a 94 | 0     |
| 4     | 85 a 89 | 12    |
| 0     | 80 a 84 | 0     |
| 12    | 75 a 79 | 24    |
| 20    | 70 a 74 | 16    |
| 12    | 65 a 69 | 48    |
| 36    | 60 a 64 | 16    |
| 20    | 55 a 59 | 16    |
| 16    | 50 a 54 | 28    |
| 12    | 45 a 49 | 20    |
| 28    | 40 a 44 | 24    |
| 12    | 35 a 39 | 8     |
| 8     | 30 a 34 | 20    |
| 16    | 25 a 29 | 16    |
| 12    | 20 a 24 | 20    |
| 36    | 15 a 19 | 8     |
| 20    | 10 a 14 | 12    |
| 24    | 5 a 9   | 12    |
| 12    | 0 a 4   | 4     |

## Economia
El 2007 la població en edat de treballar era de 337 persones, 241 eren actives i 96 eren inactives. De les 241 persones actives 205 estaven ocupades (104 homes i 101 dones) i 36 estaven aturades (21 homes i 15 dones). De les 96 persones inactives 47 estaven jubilades, 17 estaven estudiant i 32 estaven classificades com a «altres inactius».

### Ingressos
El 2009 a Mareuil-sur-Arnon hi havia 279 unitats fiscals que integraven 587 persones, la mediana anual d'ingressos fiscals per persona era de 17.908 €.

### Activitats econòmiques
Dels 27 establiments que hi havia el 2007, 2 eren d'empreses extractives, 1 d'una empresa alimentària, 1 d'una empresa de fabricació de material elèctric, 4 d'empreses de construcció, 4 d'empreses de comerç i reparació d'automòbils, 2 d'empreses de transport, 3 d'empreses d'hostatgeria i restauració, 4 d'empreses de serveis, 4 d'entitats de l'administració pública i 2 d'empreses classificades com a «altres activitats de serveis».
Dels 9 establiments de servei als particulars que hi havia el 2009, 1 era un taller de reparació d'automòbils i de material agrícola, 1 paleta, 1 guixaire pintor, 2 lampisteries, 1 perruqueria i 3 restaurants.
Dels 2 establiments comercials que hi havia el 2009, 1 era una gran superfície de material de bricolatge i 1 una botiga de menys de 120 m².
L'any 2000 a Mareuil-sur-Arnon hi havia 14 explotacions agrícoles que ocupaven un total de 984 hectàrees.

## Equipaments sanitaris i escolars
L'únic equipament sanitari que hi havia el 2009 era una farmàcia.
El 2009 hi havia una escola elemental.

## Poblacions més properes
El següent diagrama mostra les poblacions més properes.